# شهاب طلوعی
شهاب طلوعی (۲۵ دی ماه ۱۳۵۳ خورشیدی در لاهیجان) نوازندهٔ گیتار، آهنگساز و خوانندهٔ ایرانی ساکن شهر پراگ در جمهوری چک است. دلیل عمدهٔ شهرت او به خاطر ارائهٔ سبک نوین موسیقی اِتنو فلامنکو است که تلفیقی از موسیقی ایران و اسپانیا با حفظ ارزشهای سنتی هر دو موسیقی است. آثار طلوعی در سطحی وسیعتر از شنوندگان ایرانی و به خصوص در اروپا مورد پسند قرار گرفته‌اند.

## خردسالی و جوانی
شهاب طلوعی در ۲۵ دی ۱۳۵۳ خورشیدی در شهر لاهیجان متولد شد. خاندان وی اصالتاً اهل تنکابن و از دودمان میرزا محمد مجتهد، علامهٔ تنکابنی می‌باشد. شهاب خردسالی و کودکی را در شهرهای لاهیجان، مشهد و تنکابن گذراند، و تحصیلات ابتدایی را در مدرسه هدف و تحصیلات راهنمایی و دبیرستان در مدرسه رازی واقع در خیابان ولی عصر در شهر تهران به اتمام رساند. همچنین در کودکی نوازندگی آکوردئون را فرا گرفت پرداخت، ولی پس از مدتی گیتار را به عنوان ساز اصلی خود برگزید.
بیشتر نوجوانی شهاب طلوعی در دوران جنگ ایران و عراق سپری شد و به خاطر محدودیت‌ها و ممنوعیت‌های آن دوران، امکان فعالیت آزاد در زمینهٔ ساز گیتار را نداشت. در همین دوران موسیقی و سبک وی دستخوش تغییراتی شد: در ۱۲ سالگی برای نخستین بار با موسیقی فلامنکو آشنا شد و از ۱۴ سالگی هم به مدت حدود سه سال به نواختن گیتار الکتریک پرداخت.
شهاب در دانشگاه شهر چالوس در رشتهٔ مهندسی صنایع چوب به تحصیل پرداخت و در این دوران بار دیگر در تنکابن ساکن شد. وی از این بازگشت به سرزمین نیاکانی به عنوان یکی از نهادی‌ترین نقاط فرم‌گیری شخصیت موسیقایی خود یاد می‌کند. در سال‌های نخستین دانشجویی شهاب به پژوهش در سبک فلامنکوی سنتی پرداخت و تفاوت‌های تکنیکی اساتید این سبک را مورد بررسی قرار داد. در همین سال‌ها به سازمان «انجمن هنرمندان نیکوکار ایران» پیوست و با کمک این انجمن کنسرت‌هایی برای یاری کودکان بی سرپرست اجرا کرد. بیشتر کنسرت‌های این دورهٔ شهاب تکنوازی یا دونوازی گیتار بود که در آن به همنوازی با فرهاد فقیه‌نیا، آرش صیادی، کامران کامکار، نیما کامکار، کامبیز رحمانی و فرهاد نه‌قصر پرداخت.

## جوانی و مراحل شکل‌گیری ایدهٔ سبک نوین
پس از پایان دانشگاه، شهاب طلوعی برای ادامهٔ فراگیری موسیقی به کشور اسپانیا سفر نمود و پس از پذیرفته شدن در مدرسهٔ گیتار در شهر سویل در جنوب اسپانیا (آندالوسیا) و نزد فرناندو لوپز ماریا د آرو معروف به ال د ماریا (به اسپانیایی: El de Maria)، به آموختن دورهٔ پیشرفتهٔ گیتار (دستگاه‌شناسی، ریتم‌شناسی، تکنیک نوازندگی، دونوازی، همراهی آواز و بداهه‌نوازی) پرداخت و موفق به دریافت دیپلم درجهٔ بالا یا نیوِل آلتو (به اسپانیایی: nivel alto) گردید.
پس از بازگشت ازاسپانیا، شهاب در حدود دو سال در ایران زندگی کرد و تنها موفق به دریافت مجوز اجرای یک کنسرت در دانشگاه صنعتی شریف تهران شد. در این دوره شهاب به عنوان وابستهٔ درجهٔ اول خانهٔ موسیقی ایران، از طرف این مرکز به عنوان یکی از ده نفر نامزد مدیریت خانهٔ موسیقی ایران برگزیده شد. شهاب در این مدت همچنین به تدریس هنرجویان موسیقی پرداخت و کتابی را نیز به نام «شما هم می‌توانید گیتار بنوازید» به فارسی برگرداند و به چاپ رساند.
شهاب در سال ۱۳۸۲ (۲۰۰۳ میلادی) دوباره به اروپا بازگشت و تا به امروز در شهر پراگ (پایتخت جمهوری چک) ساکن است.

## تحولات گروه موسیقی
شهاب طلوعی نخستین گروه تریو (سه نفره) خود بنام ملتینگ پات (به معنای ظرف مخصوص ضوب فلزات برای تولید آلیاژی جدید) را در کشور چک در سال ۱۳۸۲ خورشیدی (۲۰۰۴ میلادی) تشکیل داد. این گروه عمر کوتاهی داشت و پس از حدود شش ماه بدون ضبط رسمی بفعالیت خود پایان داد. پس از آن، وی در مدت کوتاهی گروه جدید خود بنام شهاب طلوعی تریو را تشکیل داد. شهاب در این گروه از یان اوربانتس (نوازنده گیتار بیس گروه پیشین خود) و توماس رایندل نوازنده پرکاشن (سازهای کوبه‌ای) برای همنوازی دعوت نمود. گروه شهاب طلوعی تریو در فرم اولیه خود تا سال ۱۳۸۸ خورشیدی (۲۰۱۰ میلادی) کنسرتهای متعددی در فستیوالها و کلابهای کشورهای مختلف اروپا اجرا کرد. این گروه همچنین در یک مصاحبه اختصاصی با شبکه بی‌بی‌سی درسالن بوش‌هال در لندن برای این برنامه اجرای زنده‌ای داشتند (برنامه کوک و با مجریگری بهزاد بلور). این گروه با وجود موفقیت نسبی خود در سال ۱۳۹۰ خورشیدی (۲۰۱۲ میلادی) به دلایل عمدتا شخصی و خانوادگی اعضای گروه به فعالیت خود پایان داد و پس از آن تا سال ۱۳۹۵ خورشیدی (۲۰۱۶ میلادی) نوازندگان مختلفی برای همنوازی در گروه شهاب طلوعی دعوت شدند تا فرم نهایی و نوازندگان دائم گروه تثبیت شود. در این مدت شاهد بسط گروه از تریو به کوارتت (چهار نفره) و گاهی کوئینتت (پنج نفره) هستیم. گروه شهاب طلوعی بصورت کوئینتت بار دیگر در مصاحبه اختصاصی با شبکه بی‌بی‌سی و اینبار در شهر پراگ حضور داشتند و بصورت زنده ترانه جنگل بارانی و قطعه راپسودی مرد چاق (Fat man rhapsody) را اجرا کردند. در آغار سال ۱۳۹۶ خورشیدی (۲۰۱۷ میلادی) شهاب بار دیگر به فرم تریو بازگشت و گاوریلو الکسیچ نوازنده گیتار بیس از یوگسلاوی سابق و پیتر هادر نوازنده درامز از کشور چک را بعنوان نوازندگان رسمی و ثابت گروه را اعلام کرد. این گروه با همین شکل ثابت تا به امروز فعال است و کنسرتهای بسیاری در کشورهای متعدد اجرا نموده.

## اتنو فلامنکو
اتنو فلامنکو نوعی موسیقی تلفیقی است که حاصل تلفیق موسیقی سنتی ایران و موسیقی فلامنکو است. شهاب همچنین سازی جدید به نام «لوسیفر» ساخته که ترکیبی از دو نوع گیتار و یک نوع سه تار است. ساخت این ساز دو سال و نیم زمان برده و در آن از فناوری جدیدی به اسم «پرده یا فرت حقیقی» (True Temperament frets) استفاده شده‌است. نوازندگانی چون استیو وای، جان مک لافلین و استیو مورس نیز از این سیستم نوین پرده بندی استفاده می‌کنند.

## حضور در برنامهٔ فارسی بی‌بی‌سی
در سال ۱۳۸۷ شهاب به همراه گروه ۳ نفرهٔ خود در شهر لندن دو ترانه به نام‌های جنگل بارانی و تانگو پرسو را در برنامهٔ کوک بی‌بی‌سی فارسی اجرا کردند. در این ترانه‌ها شهاب به تلفیق سازهای گیتار، سه تار، تمبک و کاخون پرداخت و اشعاری از مولانا، حافظ و فردوسی را در ترانه‌های خود به کار برد.
بی‌بی‌سی پارسی بار دیگر سال ۱۳۹۲ اینبار در پراگ چهار قسمت برنامهٔ دیگر تهیه کردند که دو قسمت آن به موسیقی شهاب طلوعی و گروه او اختصاص دارد.

## آلبوم‌ها
- تانگو پرسو (۲۰۰۹)
- تِرا مدیترانه‌آ (۲۰۲۱)